# 白城體育場
白城體育場（White City Stadium），又名懷特城競技場，為了舉辦1908年夏季奧林匹克運動會所興建的主場館。現已改建為BBC電視中心。
其場館位於英國倫敦西方郊區雪佛·布什地區。是可容納68,000人的主競技場，運動場中的煤渣內圈跑道有536.45公尺，柏油外圈跑道長666公尺，為自行車比賽所用，觀眾席則圍著自行車賽道和路道而建。中央還有有一座100×15.24公尺的游泳池；場內同時可以進行擊劍、體操、角力跟拳擊等比賽，是座多功能的運動場。
在1987年時，改建為現今的BBC電視中心（BBC Television Centre）。